# Patata novella Sieglinde di Galatina

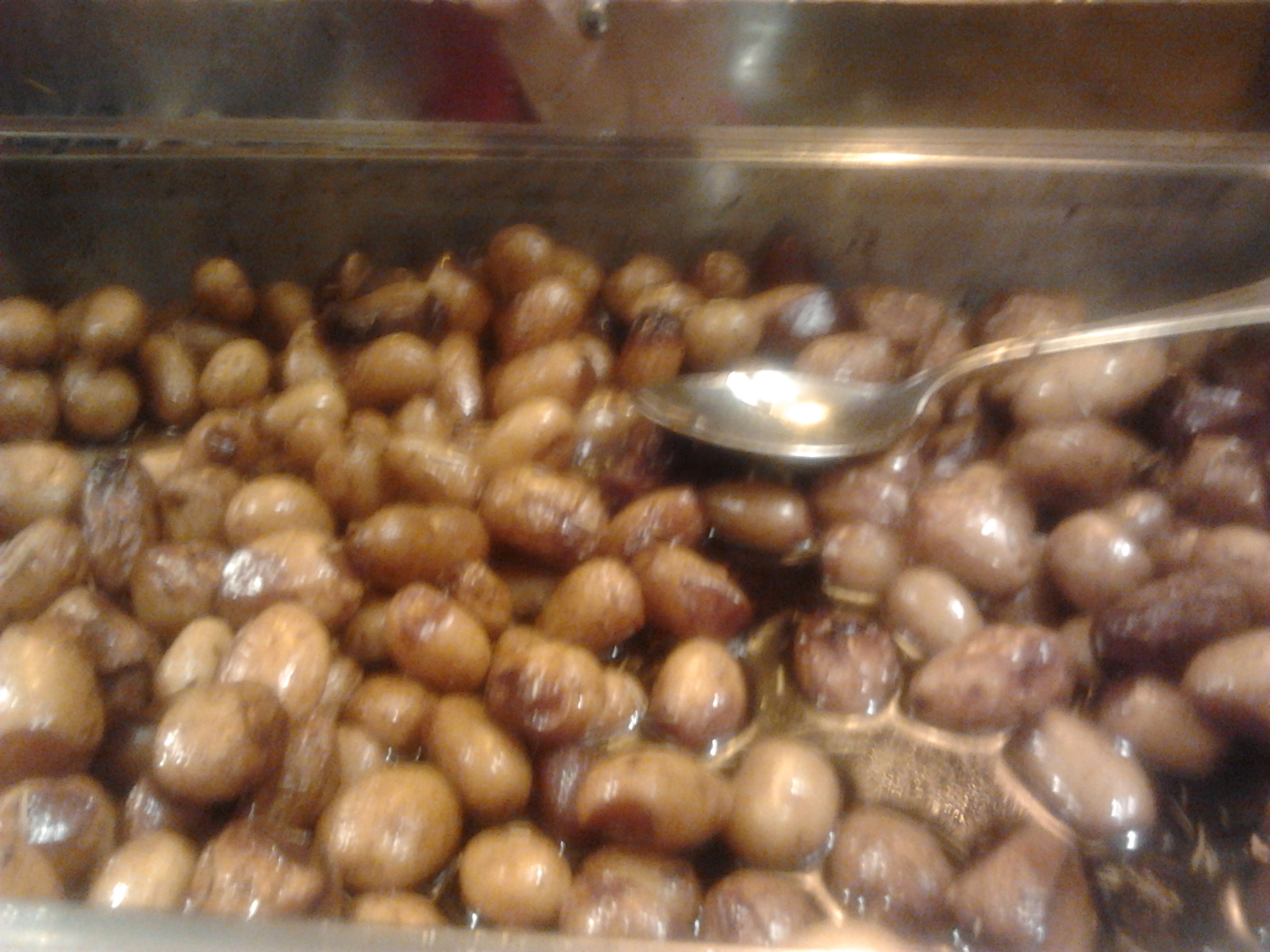
Pommes de terre Sieglinde cuites dans le vincotto

La Patata novella Sieglinde di Galatina, ou Siglinda te galatina en dialecte salentin, (pomme de terre nouvelle Sieglinde de Galatina) est une appellation italienne qui s'applique à une production traditionnelle de pommes de terre, cultivée dans les Pouilles. 
Elle tire son nom de Galatina, commune de la province de Lecce, et de la variété 'Sieglinde'. 
La récolte de cette pomme de terre « nouvelle » est très précoce et se fait de la mi-mars à juin dans le Salento et de mai à la mi-juillet sur la côte ionique.
Le climat permet une seconde culture de pommes de terre appelées « bissextiles » dont la récolte intervient en novembre-décembre.
La production (environ 50 000 tonnes par an) est particulièrement appréciée sur les marchés du nord de l'Europe, notamment en Allemagne qui en est le premier importateur.
La patata di Galatina a été répertoriée parmi les Produits agroalimentaires traditionnels des Pouilles par décret ministériel du 22 juillet 2004.

## Variété
La variété cultivée est la 'Sieglinde', variété relativement ancienne, d'origine allemande, créée en 1935 par le semencier Kartoffelzucht Böhm.
Introduite dès 1939 dans la région du Salento, la 'Sieglinde' s'est révélée très adaptée au climat particulièrement doux de cette région ainsi qu'aux sols de « terre rouge » aussi appelée sinopia.   

## Aire de production
L'aire de production de la « Patata novella Sieglinde di Galatina » s'étend le long des côtes apuliennes de la mer Ionienne et dans le Salento (province de Lecce), dans le « talon » de la botte italienne. Les communes les plus concernées sont les suivantes : Alliste, Galatina, Matino, Melissano, Presicce, Racale, Taviano et Ugento.

## Caractéristiques

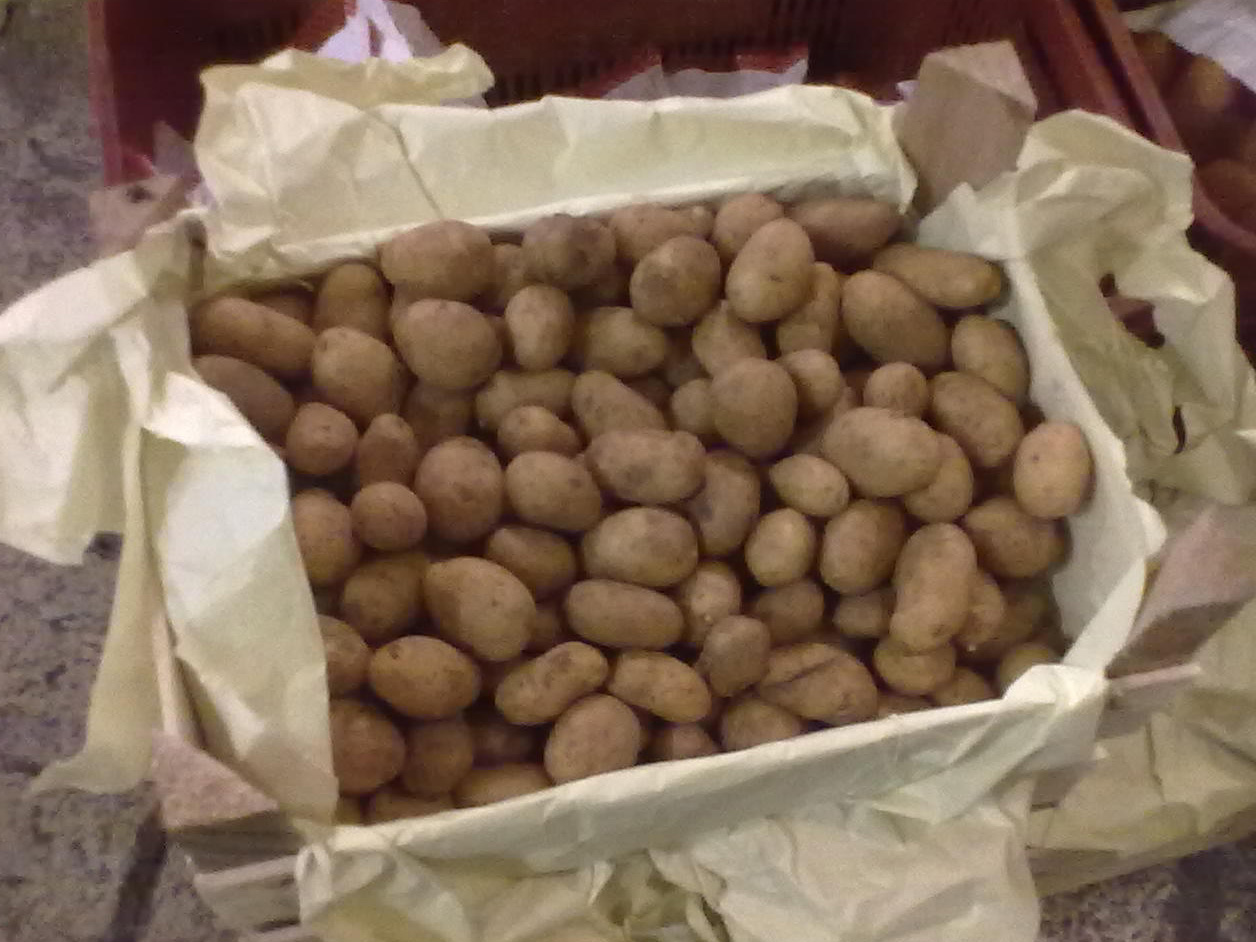
Pommes de terre de Galatina.

Les tubercules, de taille moyenne, ont une forme ovale allongée.
La peau, lisse, aux yeux très superficiels, est de couleur jaune.
La chair est blanc jaunâtre, à texture fine et compacte. Son goût est très apprécié en cuisine.
C'est une pomme de terre de primeur, récoltée avant complète maturité, à la peau très tendre qui doit être commercialisée sans délai.

## Utilisation
Cette pomme de terre est classée parmi les pommes de terre à chair ferme (catégorie A-B selon l'Association européenne de recherche sur la pomme de terre), qui se caractérisent par une bonne tenue à la cuisson. Elle est adaptée en particulier pour la cuisson à la vapeur et la préparation de salades.